# Bearcreek (Montana)
Bearcreek es un pueblo situado en el condado de Carbon, Montana, Estados Unidos. Tiene una población estimada, a mediados de 2022, de 101 habitantes.

## Geografía
La localidad está ubicada en las coordenadas 45°09′38″N 109°09′27″O / 45.16056, -109.15750 (45.160556, -109.157421). Según la Oficina del Censo, tiene una superficie de 0.30 km², correspondientes en su totalidad a tierra firme.

## Demografía
Según el censo de 2020, en ese momento había 91 personas residiendo en la localidad. La densidad de población era de 303.33 hab./km². El 84.16% de los habitantes eran blancos, el 0.99% era afroamericano, el 1.98% eran de otras razas y el 2.97% eran de una mezcla de razas. Del total de la población, el 3.96% eran hispanos o latinos de cualquier raza.